# Vik (Szwecja)
Vik – miejscowość (tätort) w Szwecji, w regionie administracyjnym (län) Skania, w gminie Simrishamn.
Według danych Szwedzkiego Urzędu Statystycznego liczba ludności wyniosła: 327 (31 grudnia 2015), 353 (31 grudnia 2018) i 344 (31 grudnia 2019).